# Брандон (город, Миннесота)
Брандон (англ. Brandon) — город в округе Дуглас, штат Миннесота, США. На площади 1,1 км² (1 км² — суша, водоёмов нет), согласно переписи 2002 года, проживают 450 человек. Плотность населения составляет 432,5 чел./км².
- Телефонный код города — 320
- Почтовый индекс — 56315
- FIPS-код города — 27-07336[1]
- GNIS-идентификатор — 0640435[2]